# Källmyrtjärnen (Bräcke socken, Jämtland, 695521-148519)
Källmyrtjärnen är en sjö i Bräcke kommun i Jämtland och ingår i Ljungans huvudavrinningsområde. Sjön har en area på 0,0515 kvadratkilometer och ligger 362,9 meter över havet.

## Delavrinningsområde
Källmyrtjärnen ingår i det delavrinningsområde (695585-148344) som SMHI kallar för Mynnar i Revsundssjön. Medelhöjden är 354 meter över havet och ytan är 12,89 kvadratkilometer. Det finns ett avrinningsområde uppströms, och räknas det in blir den ackumulerade arean 37,91 kvadratkilometer. Bensjöån som avvattnar avrinningsområdet har biflödesordning 3, vilket innebär att vattnet flödar genom totalt 3 vattendrag innan det når havet efter 199 kilometer. Avrinningsområdet består mestadels av skog (81 procent). Avrinningsområdet har 0,05 kvadratkilometer vattenytor vilket ger det en sjöprocent på 0,4 procent.